# Комітет з питань ринку праці (Швеція)

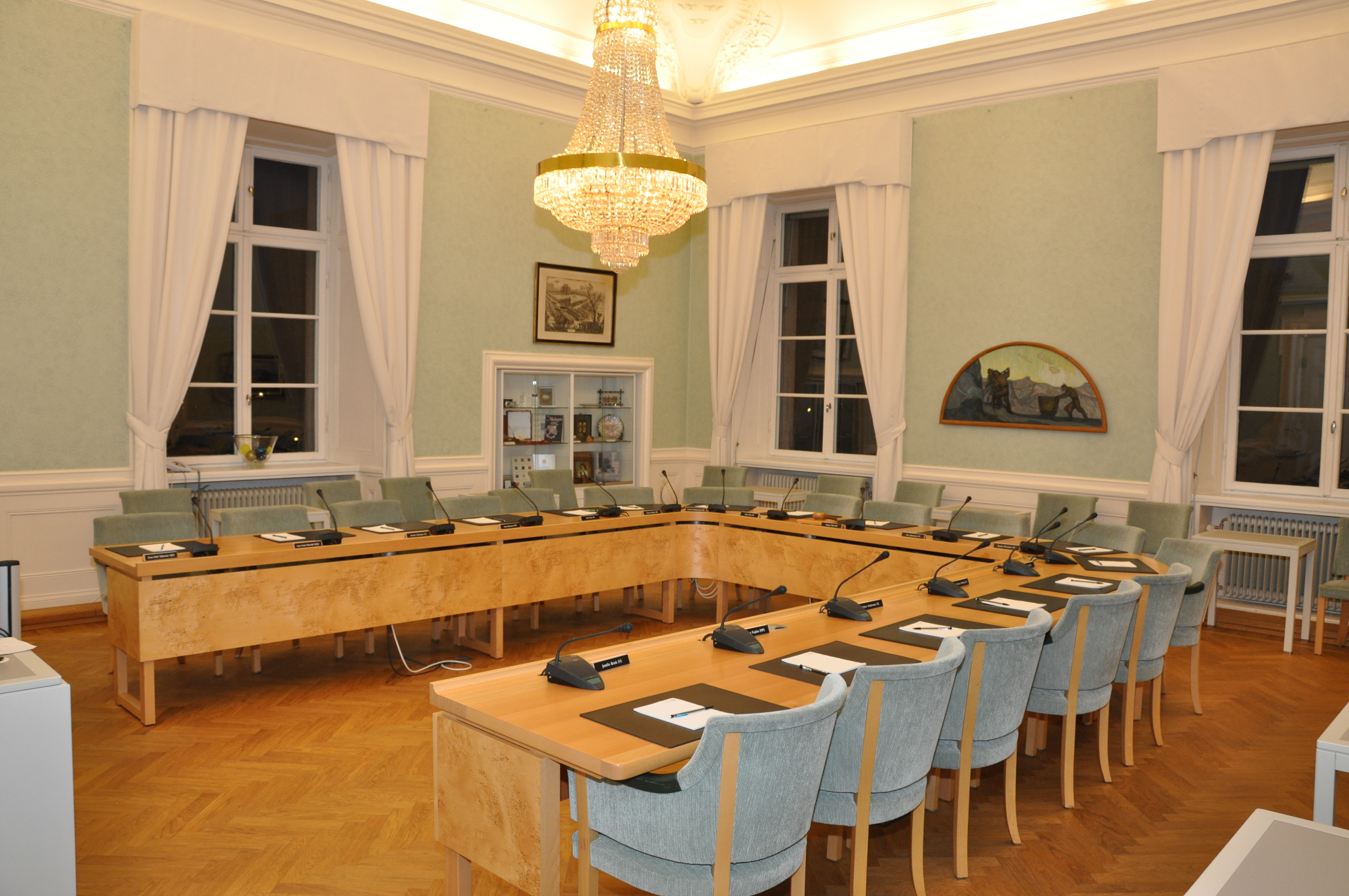
Зал засідань Комітету ринку праці в будинку парламенту.

Комітет з питань ринку праці (швед. arbetsmarknadsutskottet, AU) є комітетом у парламенті Швеції. Комітет готує питання, що стосуються трудового права, політики на ринку праці та рівності між жінками та чоловіками у трудовому житті. Головою комітету є Анна Йоганссон (соціал-демократ), її заступником є Гулан Авчі (ліберали), а другим заступником голови є Матс Грін (помірний).
Комітет був створений на Національній Асамблеї 1975/76 як наступник Комітету внутрішніх справ (InU).

## Список голів комітету
| Ім'я                    | Термін                     | Політична приналежність |
| ----------------------- | -------------------------- | ----------------------- |
| Елвер Йонссон           | 1978–1982                  | Ліберальна партія       |
| Фріда Берглунд          | 1982–1988                  | Соціал-демократи        |
| Ларс Уландер            | 1988–1991                  | Соціал-демократи        |
| Мона Салін              | 1991–1992                  | Соціал-демократи        |
| Інгела Тален            | 1992–1994                  | Соціал-демократи        |
| Джонні Альквіст         | 1994–2000                  | Соціал-демократи        |
| Свен-Ерік Естерберг     | 2000–2002                  | Соціал-демократи        |
| Андерс Карлссон         | 2002–2006                  | Соціал-демократи        |
| Катарина Елмсетер-Сверд | 2006–2008                  | Помірні                 |
| Гіллеві Енгстрем        | 2008–2010                  | Помірні                 |
| Томаш Тобі              | 2010–2012                  | Помірні                 |
| Елізабет Свантессон     | 2012–2013                  | Помірні                 |
| Джессіка Пол'єрд        | 2013–2014                  | Помірні                 |
| Раімо Перссінен         | 2014–2018                  | Соціал-демократи        |
| Анна Йоганссон          | 2018 — \| Соціал-демократи |                         |

## Перелік заступників Голови Комітету
| ім'я                                  | термін            | Політична приналежність | Уточнення               |
| ------------------------------------- | ----------------- | ----------------------- | ----------------------- |
| Елвер Йонссон                         | 1985 — 1998 рр    | Ліберальна партія       |                         |
| Маргарета Андерссон                   | 1998–2006         | Партія центру           |                         |
| Свен-Ерік ЕстерберСвен-Ерік Естерберг | 2006–2008         | Соціал-демократи        |                         |
| Гіллеві ЕнгстремГіллеві Енгстрем      | 2008–2010         | Соціал-демократи        |                         |
| Йлва Йоганссон                        | 2010–2014         | Соціал-демократи        |                         |
| Ульф Крістерссон                      | 2014              | Помірні                 |                         |
| Елізабет Свантессон                   | 2014–2017         | Помірні                 |                         |
| Джессіка Пол'єрдДжессіка Пол'єрд      | 2017–2018         | Помірні                 |                         |
| Гулан Авчі                            | 2018 — \| Помірні |                         |                         |
| Ерік Бенгцбое                         | 2019              | Помірні                 | Другий заступник голови |
| Матс Грін                             | 2019 — \| Помірні | Другий заступник голови |                         |